# Lago Baranof
Lago Baranof é um lago glacial em forma de ferradura localizado no lado oriental da Ilha Baranof, no estado do Alasca, Estados Unidos.

## Geografia
O lago faz fronteira com a comunidade de Baranof Warm Springs e conta com uma cabana mantida pelo Serviço Florestal dos Estados Unidos na extremidade noroeste. O rio Baranof deságua no lado oeste do lago e sai por sua extremidade leste, formando corredeiras e uma cachoeira.

## Toponímia
O nome do Lago Baranof provavelmente tem origem na comunidade vizinha de Baranof Warm Springs.